# Lyndon (Illinois)
Lyndon ist ein Ort (mit dem Status „Village“) im Whiteside County im Nordwesten des US-amerikanischen Bundesstaates Illinois. Das U.S. Census Bureau hat bei der Volkszählung 2020 eine Einwohnerzahl von 537 ermittelt.

## Geografie
Lyndon liegt auf 41°43′03″ nördlicher Breite und 89°55′33″ westlicher Länge und erstreckt sich über zwei Quadratkilometer. Der Ort bildet das Zentrum der Lyndon Township.
Lyndon liegt am Rock River, rund 25 km östlich des Mississippi, der die Grenze zu Iowa bildet. Benachbarte Orte sind Morrison (13,9 km nordnordwestlich), Prophetstown (8 km südlich) und Erie (15 km südwestlich).
Die nächstgelegenen größeren Städte sind Dubuque in Iowa (130 km nordwestlich), Rockford (116 km nordöstlich), Chicago (208 km östlich), Peoria (135 km südsüdöstlich), die Quad Cities (69,4 km westsüdwestlich) sowie Cedar Rapids in Iowa (172 km westlich).

## Verkehr

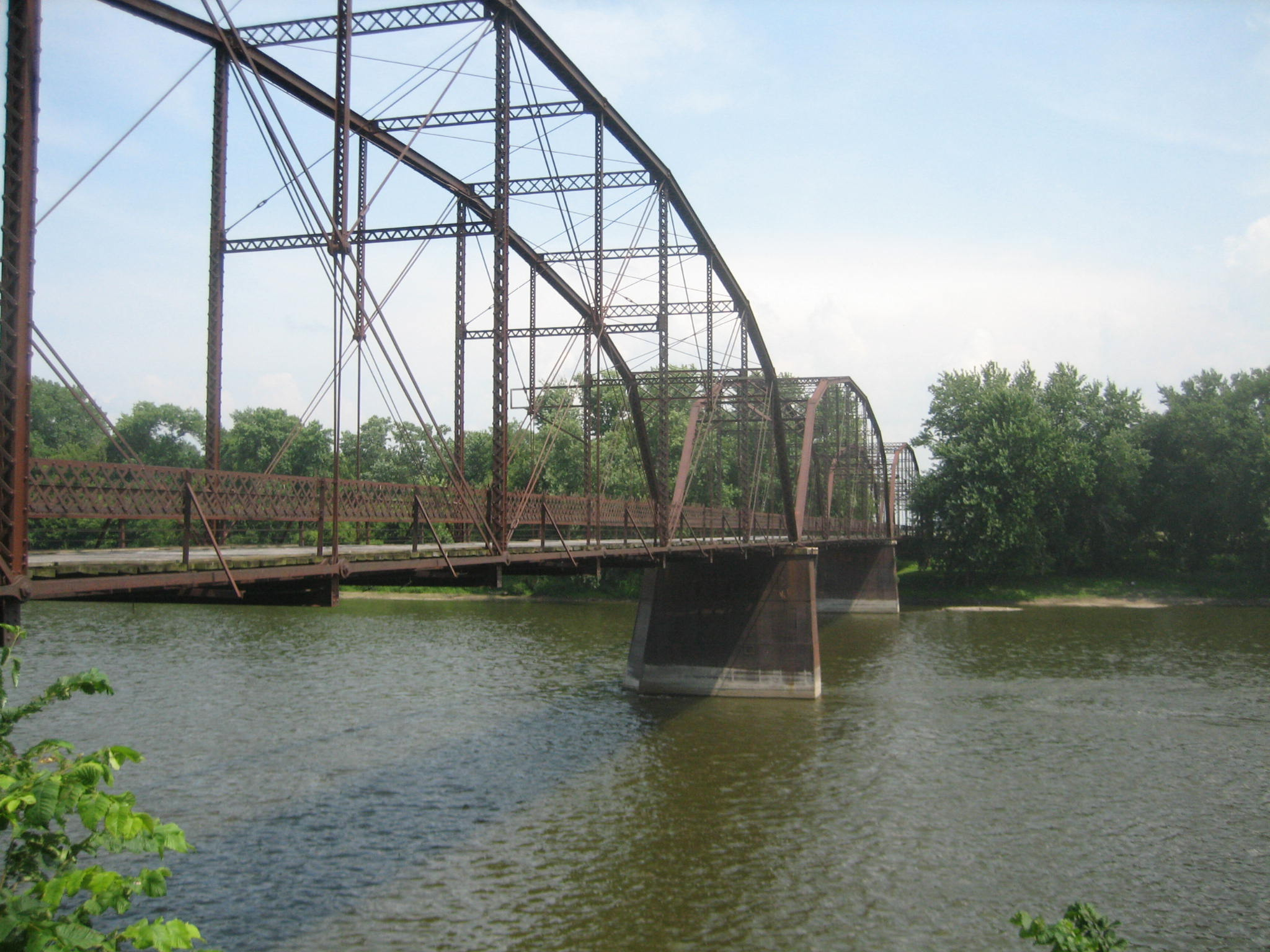
Die Lyndon Bridge, seit 2003 im NRHP gelistet

Entlang des nördlichen Ortsrandes verläuft die Interstate 88, die Chicago mit den Quad Cities verbindet. Durch das Zentrum von Lyndon verläuft die Illinois State Route 78. Alle weiteren Straßen sind untergeordnete, teils unbefestigte Fahrwege oder innerörtliche Verbindungsstraßen. Bis zu deren Schließung für jeglichen Verkehr im Jahr 1980 bestand über die Lyndon Bridge eine direkte Verbindung von Lyndon zum gegenüberliegenden Ufer des Rock River.
Der nächstgelegene Flughafen ist der 66,4 km südwestlich gelegene Quad City International Airport.

## Demografische Daten
Nach der Volkszählung im Jahr 2010 lebten in Lyndon 648 Menschen in 246 Haushalten. Die Bevölkerungsdichte betrug 324 Einwohner pro Quadratkilometer. In den 246 Haushalten lebten statistisch je 2,63 Personen.
Ethnisch betrachtet setzte sich die Bevölkerung zusammen aus 95,8 Prozent Weißen, 0,3 Prozent Afroamerikanern, 0,2 Prozent amerikanischen Ureinwohnern, 0,2 Prozent Asiaten sowie 0,8 Prozent aus anderen ethnischen Gruppen; 2,8 Prozent stammten von zwei oder mehr Ethnien ab. Unabhängig von der ethnischen Zugehörigkeit waren 2,5 Prozent der Bevölkerung spanischer oder lateinamerikanischer Abstammung.
25,3 Prozent der Bevölkerung waren unter 18 Jahre alt, 61,2 Prozent waren zwischen 18 und 64 und 13,3 Prozent waren 65 Jahre oder älter. 49,2 Prozent der Bevölkerung war weiblich.
Das mittlere jährliche Einkommen eines Haushalts lag bei 48.173 USD. Das Pro-Kopf-Einkommen betrug 18.391 USD. 7,4 Prozent der Einwohner lebten unterhalb der Armutsgrenze.